# 11. Armee (Rote Armee)
Die 11. Armee (russisch 11-я армия) war ein Großverband der Roten Armee, der im Zweiten Weltkrieg am mittleren Abschnitt der Ostfront eingesetzt wurde. Sie wurde 1939 infolge der Invasion in Ostpolen gegründet und bereits im Dezember 1943 wieder aufgelöst.

## Geschichte
Die 11. Armee wurde am 7. September 1939 auf der Grundlage der Heeresgruppe Minsk im Sondermilitärbezirk Belarus gebildet, die ihrerseits am 15. Januar 1939 gebildet wurde. Sie nahm ab 18. September 1939 an der Invasion in Ostpolen teil. Im Jahr 1940 wurde sie in den Baltischen Militärbezirk (seit 17. August 1940 Baltischer Sondermilitärbezirk) eingegliedert.

### 1941
Zu Beginn der deutschen Invasion (Unternehmen Barbarossa, ab 22. Juni 1941) hatte die 11. Armee als Teil der Nordwestfront gegenüber der deutschen 16. Armee den Abschnitt am Fluss Njemen zu schützen: der linke Flügel etwa Oschmjany (exclusiv Druskininkai) bis Orany, der rechte Flügel über Dotnuva, entlang des Njemen bis Jurburg, wo der Anschluss an die 8. Armee erfolgte. In Kaunas befand sich das Hauptquartier der 11. Armee.
Armeegliederung am 2. Juni 1941
- 16. Schützenkorps (Generalmajor M. M. Iwanow) mit 5., 33. und 188. Schützendivision
- 29. Schützenkorps (Generalmajor A. G. Samochin) mit 179. und 184. Schützendivision
- 41. Schützenkorps (Generalmajor I. S. Kosobutzki) mit 23., 121., 126. und 128. Schützendivision
- 3. mechanisiertes Korps (Generalmajor A. W. Kurkin) mit 2. und 5. Panzer-Division und 84. motorisierte Schützendivision

Am rechten Flügel der deutschen Heeresgruppe Nord strebten die Spitzen der Panzergruppe 3 danach, wichtige Brücken über den Njemen zu sichern. Am 22. Juni stieß das deutsche II. Armeekorps von Südwesten nach Kaunas vor, wobei große Teile der 188. Schützendivision zerschlagen wurden. Die 5. und 33. Schützendivision befanden sich südlich davon in der Lücke zwischen Einheiten der 16. Armee und der Panzergruppe 3, wodurch der nördliche Flügel der sowjetischen 11. Armee und Teile des südlichen Flügels der 8. Armee abgeschnitten wurden. Die deutschen Truppen eroberten zwei Übergänge über den Njemen, einen bei Alytus und einen weiteren südlicher bei Merkinė. Nach der Eroberung der zweiten Brücke südlich von Alytus wurde der deutsche Vormarsch von der sowjetischen 11. Armee kurzfristig durch Gegenangriffe gestoppt. Teile der 128. und 184. Schützendivision leisteten am Ostufer des Njemen starken Widerstand. Die Panzerschlacht von Alytus dauerten den ganzen Tag an, mobile deutsche Verbände vernichteten die sowjetische 5. Panzerdivision und brachen am Morgen des 23. Juni nach Wilna durch. Die deutschen Einheiten, die am 22. Juni auf Kaunas vorrückten, befanden sich bis zum Abend 60 Kilometer südlich der Stadt und rückten stetig weiter vor. Alle desorganisierten Reste der 11. Armee fluteten nach Wilna zurück, beide Städte fielen am 24. Juni in deutsche Hand. Die Masse der 11. Armee wurde zwischen den Angriffskeilen der Panzergruppen 4 und 3 eingeschlossen. Der Oberbefehlshaber der Armee, Generalmajor W. I. Morosow, versuchte, den Rückzug zu meistern, indem er die 84. motorisierte Schützendivision (General Pjotr I. Fomenko) als Rückhalt bei Jonava zurückließ. Das Frontkommando verlor die Kommunikation mit der 11. Armee und glaubte, dass das Armee-Hauptquartier in Gefangenschaft gefallen wäre, und stellte am 24. Juni jegliche Kommunikation ein. Der Militärrat der Nordwestfront befahl den Rückzug aller Truppen entlang der Flüsse Venta, Schuschwe und Wilija. Die Reste der 11. Armee (28., 188. und 126. Schützen-Division) sammelten sich bis zur Reorganisation im Raum Opotschka und Idriza. Die benachbarte 27. Armee konzentrierte sich im Raum Gulbene, um die Verteidigung der Düna zwischen Lievenhof bis Dünaburg sicherzustellen. Vom 26. bis zum 29. Juni wurden Kämpfe um den Brückenkopf bei Daugavpils geführt, die trotz Heranführung des 21. mechanischen Korps erfolglos blieben – die sowjetischen Truppen wurden weitere 40 Kilometer nach Nordosten zurückgeworfen. Die Reste der 11. Armee wurden vom Frontkommando erst am 30. Juni im Bereich der Bahnstationen Dowgilmischki und Koltjany und in den Wäldern westlich von Swentziani festgestellt: 75 % der militärischen Ausrüstung und etwa 60 % ihrer Truppenstärke waren seit dem deutschen Angriff verloren gegangen. Andere Restteile der Armee, einschließlich des Hauptquartiers, erreichten Anfang Juli die Region von Polozk.
Das deutsche XXXXI. Armeekorps (mot.) erzwang den Vormarsch in Richtung zum Luga-Abschnitt. Am Morgen des 8. Juli drängten Truppen der deutschen Panzergruppe 4 in den südlichen Vorort von Pskow ein und warfen die Reste des 41. Schützenkorps über den Fluss zurück. Die Aufgabe von Pskow führten zum Abzug des 41. Schützenkorps nach Gdow. Die Deutschen überschritten den Fluss Pljussa in der Nähe des gleichnamigen Ortes und eröffneten die Schlacht an der Luga mit den Kräften der sowjetischen Einsatzgruppe Luga.
Armeegliederung im Juli/August 1941
- 41. Schützenkorps (118., 111., 235. und 90. Schützen-Division)
- 22. Schützenkorps (180., 182. und 254. Schützendivision)
- 24. Schützenkorps (181. und 183. Schützendivision)
- 1. mechanisiertes Korps (1. und 3. Panzerdivision, 163. motorisierte Schützendivision)

Im Juli 1941 empfingen die aus der operativen Einkreisung geretteten Einheiten der 11. Armee Verstärkungen im Raum Dno. Um den Vormarsch des deutschen LVI. Armeekorps (mot.) im Raum südwestlich von Schimsk zu stoppen, befahl das Oberkommando der Nordwestfront in der Direktive Nr. 12 vom 13. Juli einen Gegenangriff bei Solzy zu führen. Der Plan des Kommandanten der 11. Armee sah vor, die deutschen Vorstoßkeile in der Flanke und im Rücken bei Porchow und Noworschew anzugreifen, zu umgeben und schließlich zu vernichten. Am 14. Juli griffen drei Schützendivisionen der Nordfront, wohin die 11. Armee übertragen wurde, das LVI. Korps vom Norden her bei Solzy an. Den Hauptschlag führten drei von der Nordfront neu zugeführte Divisionen: die aus der Einsatzgruppe Luga entnommene 70. Schützendivision (Generalmajor A. G. Fedjunin) war gut ausgerüstet und galt als ein Eliteverband des Militärbezirks Leningrad, die die aus den Raum Gatschina kommende 237. Schützendivision (Generalmajor D. A. Popow) sowie die 21. Panzerdivision (Oberst L. V. Bunin), die früher ein Teil des 10. mechanisierten Corps gewesen war. Aus dem Süden griffen gleichzeitig Einheiten der 183. Schützendivision der 27. Armee am Fluss Sitnja an. Am 15. Juli konnte die 8. Panzerdivision bei Solzy noch einen Brückenkopf über den Mschaga-Abschnitt bilden, wurde aber dann in viertägigen Kämpfen zurückgeschlagen. Der Gegenschlag der 11. Armee beseitigte vorübergehend die Gefahr eines deutschen Durchbruchs auf Nowgorod. Die sowjetischen Truppen erlitten aber schwere Verluste, gingen am 19. Juli zur Verteidigung über und zogen sich bis zum 27. Juli auf die vorbereiteten Stellungen an der Luga-Linie zurück. Das deutsche Kommando, das weitere Gegenangriffe der sowjetischen Truppen befürchtete, befahl am 19. Juli den weiteren Angriff auf Leningrad erst wieder aufzunehmen, nachdem alle Infanteriekorps der 18. Armee den Luga-Abschnitt erreicht hätten.
Armeegliederung am 1. September 1941
- 180., 182., 183., 202. und 254. Schützendivision,
- 21. mot. Schützenregiment, 9. Panzerabwehr-Brigade,
- 614. Korps-Artillerie-Regiment,
- 698. Panzerabwehr-Artillerie-Regiment
- 87. und 110. unabhängige Panzerbataillon

### 1942
In den Jahren 1942 und 1943 beteiligte sich die 11. Armee an der Gegenoffensive der Nordwestfront am südlichen Ufer des Ilmensee. Am 8. Januar 1942 durchbrachen die Armeetruppen die Stellungen der deutschen 290. Infanterie-Division, erreichten am 9. Januar Staraja Russa und bildeten die nördlichen Front der Kesselschlacht von Demjansk.

### 1943
Anfang April 1943 wurde die 11. Armee in die Reserve der Westfront verlegt. Die Feldverwaltung wurde in die Reserve des Hauptquartiers des Obersten Oberkommandos zurückgezogen, die Truppen wurden an die 68. Armee übertragen. Bis zum 20. April wurde das Armeeoberkommando in die Region Tula verlegt, wobei sie direkt dem Hauptquartier der STAWKA unterstellt war.
Am 30. Juli 1943 wurde das Oberkommando dem Kommandeur der Brjansker Front überstellt und im Raum Kirow formiert.
Armeegliederung im Juni 1943
- 53. Schützenkorps: 4., 96., 260., 273. und 323. Schützendivision
- 28. Garde-, 42. und 225. Panzerregiment

Ab dem 12. Juli 1943 nahm die 11. Armee am linken Flügel der Westfront (ab dem 30. Juli als nördlicher Flügel der Brjansker Front) – an der Orjoler Operation (12. Juli – 18. August) teil. Im Zusammenarbeit mit der am linken Flügel angesetzten 11. Gardearmee wurde der Angriff auf Bolchow nach Nordwesten gedeckt und die Stadt Karatschew am 15. August befreit. Bei der Brjansker-Offensive (1. September – 3. Oktober 1943) befreiten die Truppen der 11. Armee am 17. September die Städte Brjansk, Potschep und Reschitsa und am 23. September die Stadt Unetscha. 
Armeegliederung im September 1943
- 25. Schützenkorps (197. und 323. Schützendivision)
- 46. Schützenkorps (4., 238. und 273. Schützendivision)
- 53. Schützenkorps (96., 135., 186. und 260. Schützendivision)
- 369. Schützendivision

Am 2. Oktober 1943 wurde die 11. Armee in die Reserve der Brjansker Front zurückgezogen und am 11. Oktober an die Baltische (ab 20. Oktober 2. Baltische) Front und am 23. Oktober an die Weißrussische Front transferiert. Am 23. Oktober 1943 wurde die 11. Armee der Weißrussischen Front (Armeegeneral K. K. Rokossowski) unterstellt und nahm  an der Gomel-Reschitza Operation (10. bis 30. November) teil, bei der in Zusammenarbeit mit der 48. Armee die Stadt Gomel (26. November) befreit und die Offensive in Richtung Schlobin weiter entwickelt wurde. Alle Armeetruppen wurden vom 18. bis 20. Dezember an die 48. und 63. Armee abgegeben, das Oberkommando wurde kurz in die Frontreserve zurückgenommen und dann am 23. Dezember 1943 endgültig aufgelöst.

## Führung
Oberbefehlshaber
- Generalleutnant Nikifor Wassiljewitsch Medwedew (7. September 1939 – 26. Juli 1940)
- Generalleutnant Wassili Iwanowitsch Morosow (26. Juli 1940 – 18. November 1942)
- Generalleutnant Pawel Alexejewitsch Kurotschkin (18. November 1942 – 15. März 1943)
- Generalleutnant Anton Iwanowitsch Lopatin (15. März 1943 – 14. Juli 1943)
- Generalleutnant Iwan Iwanowitsch Fedjuninski (14. Juli 1943 – 23. Dezember 1943)

Mitglieder des Militärrates
- Divisionskommissar Iwan Wassiljewitsch Zujew (22. März – 13. Dezember 1941)
- Divisionskommissar Alexei Michailowitsch Pronin (Dezember 1941)
- Divisionskommissar Semjon Jefimowitsch Kolonin (Dezember 1941 – Juli 1942)
- Brigadekommissar Sachari Fedorowitsch Iwanschenko (Juli – August 1942)
- Generalmajor Sergei Iwanowitsch Pankow (August 1942 – Dezember 1943)

Stabschefs
- Generalmajor Iwan Timofejewitsch Schljomin (1940 – Mai 1942);
- Generalmajor Iwan Stepanowitsch Shmijgo (Mai – Dezember 1942);
- Generalmajor Nikolai Wassiljewitsch Kornejew (Dezember 1942 – Dezember 1943)